# Protoradema setosum
Protoradema setosum là một loài Trichoptera trong họ Apataniidae. Chúng phân bố ở miền Cổ bắc.